# Lake City (Georgia)
Lake City è una città degli Stati Uniti d'America, situata in Georgia, nella Contea di Clayton.